# Bombus crotchii
Bombus crotchii — вид шмелей из видовой группы griseocollis подрода Cullumanobombus.

## Морфология
Крупный вид. Опушение короткое и равномерное. Крылья тёмно-коричневые, с фиолетовым отблеском. Хоботок средней длины.

### Самки и рабочие особи
Цвет опушения тела смешанный. Лоб в чёрных волосках, темя — в жёлтых. Переднеспинка в светло-жёлтых волосках. Остальная часть груди в чёрных волосках. 1 тергит брюшка в чёрных волосках (далее просто «n-ный Т жёлтый» и т. д.), иногда светло-жёлтый по бокам. 2 тергит светло-жёлтый, иногда чёрный сверху посередине. 3 тергит чёрный, иногда у самок нижняя половина рыжая. 4 тергит в чёрных или рыжих волосках. 5 тергит чёрный или же рыжий. 6 тергит чёрный.
Низ тела, ноги в чёрных волосках.
Нижний задний угол базитарсуса средних ног закруглён.
Голова квадратная, длина щёк равна ширине.

### Самцы
В окраске тела преобладает жёлтый цвет. Голова в жёлтых волосках. Переднеспинка в светло-жёлтых волосках. Между основаниями крыльев присутствует пятнообразная перевязь из чёрных волосков. Щиток в светло-жёлтых волосках. Мезоплевра (бока груди) в чёрных волосках. 1-2 тергиты брюшка в светло-жёлтых волосках. 3 тергит чёрный, с жёлтыми боками. 4 тергит чёрный или рыжий. 5 тергит в чёрных или же рыжих волосках. 6-7 тергиты рыжие.
Низ тела преимущественно в чёрных волосках.
Глаза крупные.

## Область обитания
Вид не имеет широкого распространения. Обитает в Неарктике, в западной части материка. Область распространения простирается на запад от горного хребта Сьерра-Невада до Тихоокеанского побережья и на юг от северных краёв хребта Сьерра-Невада до приграничных областей Мексики (Нижняя Калифорния).

## Среда обитания и экология

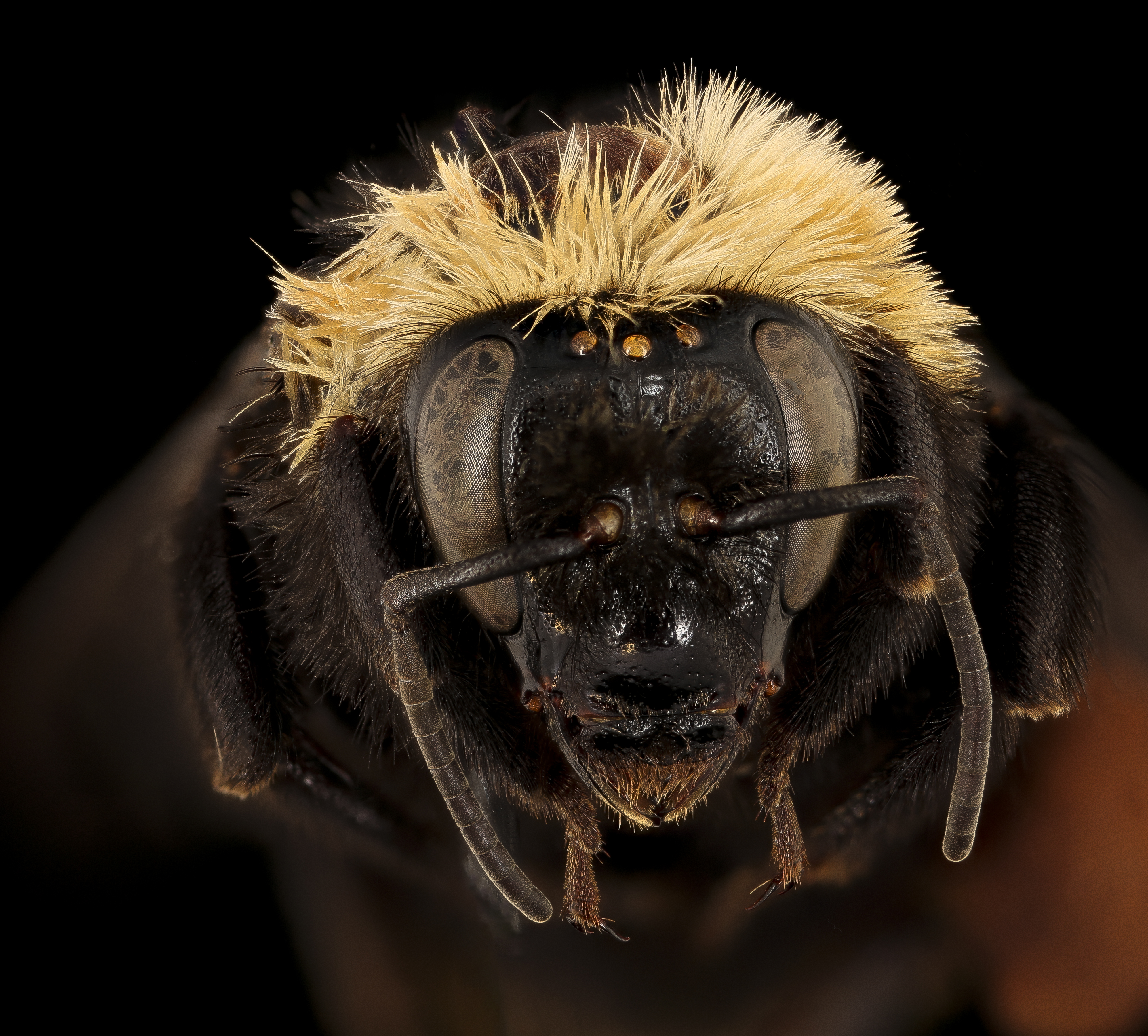
Голова особи женского пола.

### Среда обитания
B. crotchii населяет полупустыни и открытые луга.
Гнездятся самки под землёй.

### Кормовые растения
Например:
Plantaginaceae (Antirrhinium);
Hydrophyllaceae (Phacelia);
Onagraceae (Clarkia);
Papaveraceae (Dendromecon, Eschscholzia);
Polygonaceae (Eriogonum);

## Фенология
Как и все виды в данных широтах, колония B. crotchii живёт не более одного сезона и распадается после выведения самцов.
*Учитывая область обитания, очевидно, что речь идёт про два поколения в год*

### Самки
Встречаются с марта до начала зимовки (≈ первая половина октября).

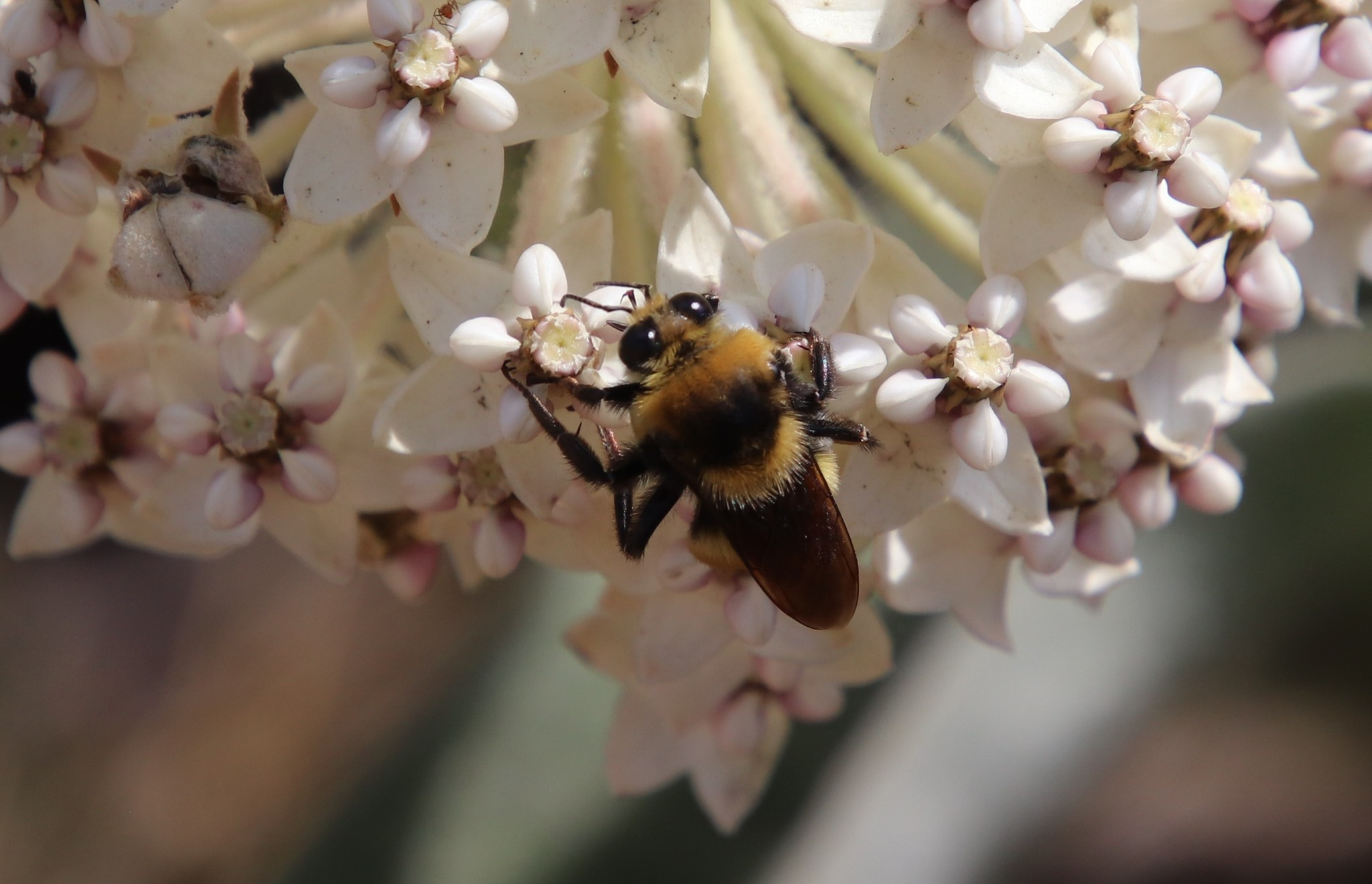
Самец.

### Рабочие особи
Рабочих особей можно обнаружить с конца апреля до начала осени.

### Самцы
Самцы встречаются с конца апреля до середины сентября.

## Численность и охрана
За последние полвека численность и область обитания сильно сократились. Данный вид находится под угрозой исчезновения и нуждается в охране.